# Johnny Rodgers
Johnny Steven Rodgers (Omaha, 5 luglio 1951) è un ex giocatore di football americano statunitense che ha giocato nel ruolo di wide receiver nella Canadian Football League (CFL) e nella National Football League (NFL). Al college ha giocato a football all'Università del Nebraska con cui nel 1972 ha vinto l'Heisman Trophy e di cui è stato premiato come "Giocatore del secolo".

## Carriera professionistica
Anche se fu scelto nel primo giro (25º assoluto) nel Draft NFL 1973 dai San Diego Chargers, Rodgers firmò un lucrativo contratto per firmare con i Montreal Alouettes della Canadian Football League, dove divenne affettuosamente noto come "ordinary superstar" (un soprannome coniato da lui stesso). Da sempre uno dei favoriti dei tifosi, Rodgers fu premiato come rookie dell'anno della CFL nel 1973. In quattro anni con gli Alouettes, Rodgers vinse due volte il Jeff Russel Memorial Trophy (assegnato al miglior giocatore della Eastern division MVP e al secondo classificato come MVP della CFL), fu convocato per tre All-Star Game e vinse la Grey Cup nel 1974.
Nel 1977, Rodgers fece ritorno in patria firmando con i Chargers firmando un contratto da 925.000 dollari. Infortuni ai tendini del ginocchio lo tennero fuori per la maggior parte del suo primo anno nella NFL, mentre nel successivo, un devastante infortunio al ginocchio in allenamento gli fece concludere la sua esperienza nella lega con sole 17 partite.

## Palmarès

### Franchigia
- Grey Cup: 1

Montreal Alouettes: 1974

### Individuale
- CFL All-Star: 3

1973, 1974, 1975
- Rookie dell'anno della CFL - 1973
- Heisman Trophy - 1972
- Walter Camp Award - 1972
- College Football Hall of Fame

## Statistiche
| Statistiche | Statistiche        | Statistiche | Ricezioni | Ricezioni | Ricezioni | Ricezioni | Ricezioni | Corse | Corse | Corse | Corse | Corse | Ritorni su punt | Ritorni su punt | Ritorni su punt | Ritorni su punt | Ritorni su punt |
| Anno        | Squadra            | P           | Ric       | Yard      | Y/R       | Max       | TD        | Corse | Yard  | Media | Max   | TD    | Ritorni         | Yard            | Media           | Max             | TD              |
| 1973        | Montreal Alouettes | 14          | 41        | 841       | 20.5      | 72        | 7         | 55    | 303   | 5.4   | 58    | 0     | -               | -               | -               | -               | -               |
| 1974        | Montreal Alouettes | 16          | 60        | 1024      | 17.1      | 70        | 7         | 87    | 402   | 4.6   | 53    | 4     | -               | -               | -               | -               | -               |
| 1975        | Montreal Alouettes | 15          | 40        | 849       | 21.2      | 70        | 8         | 54    | 293   | 5.4   | 38    | 2     | 60              | 912             | 15.2            | 101             | 2               |
| 1976        | Montreal Alouettes | 14          | 45        | 749       | 16.6      | 55        | 6         | 20    | 50    | 2.5   | 41    | 1     | 75              | 931             | 12.5            | 53              | 0               |
| 1977        | San Diego Chargers | 11          | 12        | 187       | 15.6      | 43        | 0         | 3     | 44    | 14.7  | 33    | 0     | 15              | 158             | 10.5            | 52              | 0               |
| 1978        | San Diego Chargers | 6           | 5         | 47        | 9.4       | 12        | 0         | 1     | 5     | 5.0   | 45    | 0     | 11              | 88              | 8.0             | 15              | 0               |
| Totale CFL  |                    | 59          | 186       | 3463      | 18.6      | 72        | 28        | 216   | 1138  | 5.3   | 58    | 7     | 135             | 1843            | 13.7            | 101             | 2               |